# 蛇形命名法

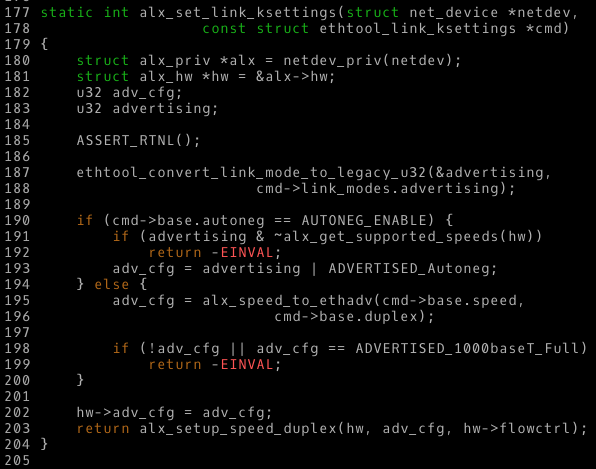
Linux核心模組的程式碼，裡面使用了蛇形命名法。

蛇形命名法（snake_case）是指每個空格皆以底線（_）取代的書寫風格，且每個單字的第一個字母皆為小寫。蛇形命名法經常被使用在電腦科學當中，例如程式語言的變數名稱、副程式的名字以及檔案名稱。一份研究指出相較於駝峰式大小寫，使用蛇形命名法能夠讓讀者更快速的辨識出值的含意。

## 歷史
利用底線作為分隔符號的使用方法最早可以回朔至1960年代晚期，這種使用方法特別與C語言有關係，在C程式設計語言當中曾出現過，並且與駝峰式大小寫形成對比。然而，當時這樣的使用方法並沒有被特別命名，Python網站也僅僅使用"lower_case_with_underscores"來稱呼它。
在網路上，蛇形命名法一詞在2004年首次出現於Ruby社群當中，Gavin Kistner寫道：
對了... 你們怎麼稱呼這種命名風格？蛇形命名法？在有人糾正我之前，我會這樣稱呼它。
然而，前英特爾工程師 Jack Dahlgren 表示，他2002年還在英特爾工作時就已經在使用這個詞了。這個詞有可能在多個社區內獨立的被發展出來。
截至2015年，其他以分隔符分隔的命名規則的名稱尚未標準化，例如lisp-case、kebab-case、SCREAMING_SNAKE_CASE 等等。

## 範例
下面列出使用蛇型命名法的程式語言
- ABAP [7]
- Ada ，首字母也大寫[8]
- C++, Boost [9]
- C ，用於標準庫中的某些類型名稱，但不適用於函數名稱。
- Eiffel ，用於類別和feature名稱[10]
- Elixir ，用於atom、變數和函數名稱[11]
- Erlang ，用於函數名稱[12]
- GDScript ，用於變數和函數名稱[13]
- Java使用 SCREAMING_SNAKE_CASE 作為靜態、常數和列舉的名稱。 [14]
- Magik
- OCaml ，用於值、類型和模組的名稱[15]
- Perl ，用於詞法變數和副程式[16]
- Oracle SQL 和PL/SQL[17]，用於所有不帶引號的標識符（資料表、欄位、索引、限制、PL/SQL 變數、常數、程序/函數、觸發器等），雖然不是 Oracle 本身官方所使用的方法，但仍然受到大多數的使用者推薦並於 Oracle 官方文檔中使用
  - 所有未加引號的蛇形命名法標識符實際上在內部使用 SCREAMING_SNAKE_CASE 標識符。
- Prolog ，用於atoms（謂詞名稱、函數名稱和常數）和變數[18]
- Python ，用於變數名、函數名、方法名以及模組或包（即文件）名[2]
- PHP使用 SCREAMING_SNAKE_CASE 作為類別常數
- R ，用於變數名、函數名、參數名，尤其是 tidyverse 風格[19]
- Ruby ，用於變數和方法名稱[20]
- Rust ，用於變數名、函數名、方法名、模組名和巨集[21]
- TCL

## 外部連結
- Snake case converter （页面存档备份，存于）